# Porky Pig
Ne doit pas être confondu avec Peter Pig ou Peppa Pig.
Porky Pig, parfois appelé Cochonnet en français dans les bandes dessinées, est un personnage de fiction américain des Looney Tunes et Merrie Melodies créés par les studios Warner Bros. Porky Pig est connu pour son très fort bégaiement, dans lequel il remplace les mots qu'il n'arrive pas à sortir par d'autres mots.
Les animateurs et en particulier Bob Clampett, ont produit plusieurs courts-métrages avec ce cochon antropomorphe en personnage principal. Même après avoir été supplanté par les futurs autres personnages du studio, Porky ne perd pas sa popularité, même si les réalisateurs de Warners Bros lui donnent désormais les rôles de faire-valoir et de personnage à tout faire. Il est connu pour sa phrase qui termine le dessin animé : « Th-Th-The, Th-Th-The, Th-Th... That's all, folks » (en français : « C-C-C-C'est, C-C-C'est, C-C'est… C'est fini, les amis ! »). Le slogan (sans le bégaiement) a également été utilisé par Bosko, Buddy et même Beans à la fin de chaque cartoon Looney Tunes. En contraste, les séries Merrie Melodies ont utilisé le slogan : « So Long, Folks! », jusqu'à ce qu'il soit diffusé dans la série des Looney Tunes dans les années 1930. Porky est le plus ancien personnage des Looney Tunes encore utilisé, notamment dans le Looney Tunes Show et Bugs ! Une Production Looney Tunes.
Porky Pig est apparu dans plus de 150 cartoons durant l'âge d'or de l'animation américaine, de 1935 à 1965.

## Historique

### Premières apparitions

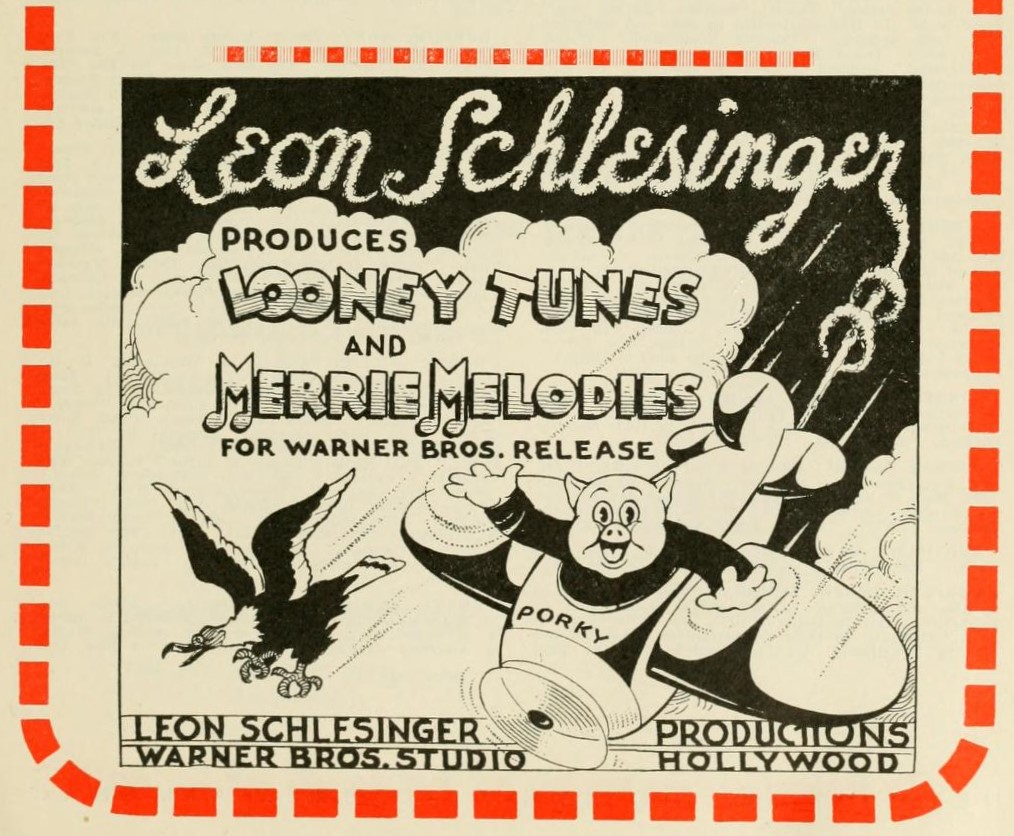
Porky Pig est le premier personnage à grand succès et à longue durée des studios de Leon Schlesinger. Il présente ici la firme dans l'Almanach international du cinéma (International Motion Pictures Almanac) de 1937.

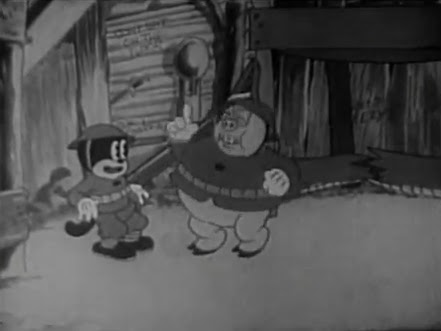
Porky Pig (à droite) avec Beans le chat dans Boom Boom (1936).

Le personnage a été introduit dans le court métrage intitulé Je n'ai pas de chapeau (I Haven't Got a Hat) (diffusé pour la première fois le 2 mars 1935), réalisé par Friz Freleng. Le chef d'animation, Leon Schlesinger, propose à Freleng de faire une version en dessin animé de la série Les Petites Canailles (Our Gang) de Hal Roach, série commencée en 1922 et devenue parlant dès 1929. Porky n'a qu'un petit rôle dans le cartoon, mais ce petit cochon bégayant devient rapidement célèbre. Le nom de « Porky Pig » provient de deux frères, autrefois camarades de classe de Freleng, qui ont été surnommés « Porky » et « Piggy ».
Après les départs de Hugh Harman et de Rudolf Ising du studio Warner Bros. en 1933, emportant avec eux le personnage célèbre de Bosko, la série Looney Tunes n'a plus qu'un seul personnage à sa portée, Buddy. Le grand succès de l'intronisation de Porky face à la performance de ce personnage de seconde zone pousse ce dernier vers la sortie et précipite l’avènement de nouveaux personnages. Tex Avery est engagé alors dans le studio en 1935. Son film Gold Diggers of '49 utilise les mêmes personnages du court-métrage I Haven't Got a Hat dans différents rôles. Porky, au départ un garçon timide, devient rapidement un gigantesque adulte rondouillard. Malgré le fait que Porky soit un personnage de soutien, c'est lui qui fait le plus rire. Les directeurs réalisent à ce moment qu'ils ont un personnage en or entre les mains.
Le bégaiement de Porky est fait par Joe Dougherty, qui a lui-même un réel problème d'élocution. Parce que Dougherty ne peut contrôler son bégaiement naturel, les coûts de la production finissent par s'élever et l'enregistrement du doublage prend des heures. Mel Blanc remplace Dougherty en 1937. Blanc fait toujours le bégaiement, avec cependant un petit effet comique supplémentaire : buter sur un mot simple et court pour le remplacer finalement par un mot long et prononcé sans difficulté.
Porky's Duck Hunt est diffusé en 1937, et Blanc devient officiellement la voix de Porky jusqu'à son décès en 1989. Porky est ensuite doublé par Joe Alaskey, puis par Bob Bergen (jusqu'à présent).

### Clampett remodèle Porky Pig
Porky est la vedette de dizaines de films dans les années 1930. Les directeurs artistiques n'ont cependant toujours pas réussi à bien définir le caractère du personnage : son apparence, son âge et sa personnalité varient d'un cartoon à l'autre. Plusieurs de ces dessins animés font apparaître Porky comme un enfant doté de parents : son père Phinéas (Porky the Rainmaker (1936), Milk and Money (1936), Porky's Poppa (1938) et Porky et Teabiscuit (Porky and Teabiscuit, 1939)) et sa mère non nommée (Wholly Smoke (1938) et Porky's Hero Agency (1937)). Bob Clampett se charge finalement de donner une version définitive de Porky et en fait un jeune adulte permanent. Porky est plus mignon, plus mince, plus intelligent et souffre moins de bégaiement. Enfin, plusieurs dessins animés affichent clairement Porky comme un antagoniste : Porky va à la chasse (Porky's Duck Hunt, 1937), Porky et le Lapin malin (Porky's Hare Hunt, 1938), My Favorite Duck (1942), Daffy impresario (Yankee Doodle Daffy, 1943), Le Rendez-vous des mélomanes (A Corny Concerto, 1943), Chasse en cours (Duck Soup to Nuts, 1944), Daffy Doodles (1946), Un canard complètement givré (Daffy Duck Hunt, 1949), Pouce, je passe ! (Thumb Fun, 1952) et Daffy change de peau (Cracked Quack, 1952). Finalement, il s'installe dans un personnage type. Le Porky de Clampett est un voyageur innocent, confronté aux « merveilles » du monde. En effet, dans l'univers de Clampett, le monde est un endroit très spécial, voire bizarre. Ce principe est le mieux démontré dans Porky à Zinzinville (Porky in Wackyland, 1938), un cartoon qui envoie Porky en quête du dernier des Dodos. Ce dessin animé a été sélectionné pour être conservé par le National Film Registry en 2000.

Dans son commentaire dans le cadre du film documentaire des années 1970 Bugs Bunny: Superstar, Clampett explique que sa première version de Titi a dû être remaniée après son premier cartoon parce que les producteurs pensaient qu'il « avait l'air nu ». Mais, comme le fait remarquer Clampett, rien n'a jamais été prévu pour contrer le fait que « durant toutes ces années, Porky ne portait jamais de pantalon ! ». Toutefois, Porky a été vu en pantalon dans Porky's Badtime Story (1937) et dans son remake en couleurs, Boulot, dodo, boulot (Tick Tock Tuckered, 1944).

### Après l'époque des grands classiques du cinéma
Porky est utilisé dans la plupart des syndications au début des années 1960, comme pour le reste des personnages de Looney Tunes. Une émission de télévision, intitulée The Porky Pig Show, a été diffusée de 1964 à 1967. En 1971, il est représenté dans une autre émission, intitulée Porky Pig and Friends. Ces deux programmes contenaient tous les anciens courts-métrages. Porky apparaît également dans les longs-métrages classiques à partir des années 1970 et 1980. Il apparaît également dans un film réalisé en 1986, Porky Pig in Hollywood. Dans la série des années 1990 intitulée Les Tiny Toons, Porky apparaît en tant que mentor d'Hamton J. Pig. Porky fait quelques apparitions dans les Animaniacs et Histeria. Porky Pig apparaît également en tant que cadet de Duck Dodgers ainsi que brièvement dans les Baby Looney Tunes.
Porky fait une courte apparition dans le film Disney/Amblin de 1988 intitulé Qui veut la peau de Roger Rabbit. Dans le film Space Jam il s'associe à Bugs Bunny, Daffy Duck, Elmer Fudd et Sylvestre pour former une équipe lors d'un match de basket-ball. Il essaye d'avoir un autographe de Michael Jordan, lorsque la célébrité est recrutée pour rejoindre l'équipe protagoniste. Porky apparait également dans Les Looney Tunes passent à l'action aux côtés de Speedy Gonzales.